# Полона (приток Лынны)
Полона — река в России, протекает в Волховском районе Ленинградской области. Правый приток Лынны, бассейн Сяси.

## География
Река начинается двумя истоками в болоте Зеленецкие Мхи и течёт на северо-запад. Пересекает железнодорожную линию Волховстрой — Тихвин между станциями Мыслино и Скит. Затем поворачивает на север и принимает правый приток Рассоху. Впадает в Лынну в 7 км от устья последней, в деревне Дяглево. За несколько километров до устья протекает через деревню Нивы. Длина реки — 35 км, площадь её водосборного бассейна — 176 км².

## Данные водного реестра
По данным государственного водного реестра России относится к Балтийскому бассейновому округу, водохозяйственный участок реки — Сясь, речной подбассейн реки — Нева и реки бассейна Ладожского озера (без подбассейна Свирь и Волхов, российская часть бассейнов). Относится к речному бассейну реки Нева (включая бассейны рек Онежского и Ладожского озера).
По данным геоинформационной системы водохозяйственного районирования территории РФ, подготовленной Федеральным агентством водных ресурсов:
- Код водного объекта в государственном водном реестре — 01040300112102000018457
- Код по гидрологической изученности (ГИ) — 102001845
- Код бассейна — 01.04.03.001
- Номер тома по ГИ — 2
- Выпуск по ГИ — 0